# Thibault Damour
Thibault Damour (7. února 1951) je francouzský fyzik.
Od roku 1989 působí jako profesor teoretické fyziky na Institut des hautes études scientifiques, předtím učil na École Normale Supérieure. Je odborníkem na obecnou teorii relativity, významně přispěl k porozumění gravitačním vlnám z kompaktních binárních systémů. Společně s Alessandro Buonannou vymyslel efektivní postup řešení oběžné dráhy dvou černých děr. Zabývá se rovněž teorií strun.

### Veřejná vědecká kontroverze
Několik let veřejná vědecká kontroverze, napsaná ve spolupráci s Nathalie Deruelle a Luc Blanchet a video, se postaví proti Thibaultovi Damourovi a Jean-Pierre Petitovi o platnosti kosmologického modelu Janus.